# Валіханово (Жаркаїнський район)
Валіха́ново (каз. Уәлиханов) — село у складі Жаркаїнського району Акмолинської області Казахстану. Адміністративний центр Валіхановського сільського округу.
Населення — 466 осіб (2021; 659 у 2009, 757 у 1999, 911 у 1989).
Національний склад станом на 1989 рік:
- казахи — 30 %;
- росіяни — 30 %.

У радянські часи село називалось Совхоз імені Валіханово.